# Emure
Emure (alternativament Emure-Ekiti, popularment Emure Ijaloke) és una ciutat de l'estat d'Ekiti a Nigèria. És capital de l'Àrea d'Administració Local del mateix nom (una de les 16 de l'estat) la qual està formada per 42 poblacions amb un cens el 2006 de 94.264 habitants. Fou un antic regne dels ekitis (un grup dels ioruba) de un total de 16 regnes ekitis; el seu rei (oba) és un cap de primera classe que porta el títol d'Elemure (les reines es titulen “Olori lafin”). El oba Elemure actual és Emmanuel Adebowale Adebayo, antic comissionat de policia.

## Història

### Fundació i primers segles
Segons la tradició, el príncep Fagbamila Obadudu van marxar a buscar un territori on podria instal·lar-se amb la seva gent, sent enviat amb benediccions per tota la família reial d'Ile-Ife. A més el príncep Obadudu es va atorgar com a parafernàlia de la reialesa una corona de comptes, una espasa (per guanyar llorers en la batalla), fulles de falguera, Akoko Atorin (canya), i una pell gegant de cuir feta de pell de tigre. La fulla de falguera es diu Imu en llengua ioruba i el nom de la ciutat d'Emure es deriva de l'acció de donar les falguera a Obadudu (Imu re re e o, que significa "aquestes són les teves fulles de falguera").
Obadudu va marxar d'Ile-Ife amb molts seguidors, amb la intenció de crear-se un regne. Va tenir molts llocs temporals d'aturada, abans que finalment es va establir en un lloc anomenat Igbo-Owa prop del riu Ose. Es va aixecar un gran assentament donant origen a un poderós regne. Es van mantenir a Igbo-Owa durant alguns segles, però, com diu la dita popular, el que té un principi sens dubte ha de tenir un final. La gent van haver de migrar a la recerca d'un altre lloc per assentar-se. Hi ha dues versions contradictòries del que va portar a la desintegració del gran regne Igbo-Owa; un relat diu la caiguda es va produir a conseqüència de la seva ampliació, el que va portar a crisis internes, mentre que un altre relat ho veu com el resultat d'atacs externs dels regnes veïns. Els atacs d'Oba Ado, Bini (Regne de Benín) els van expulsar de l'assentament i van donar lloc a la fragmentació del regne Igbo-Owa. Els components d'aquest gran regne que més tard es van fragmentar inclouen Awo i Odo-Emure (ara conegut com a Odo-Emure Agbado). Altres persones es van instal·lar a Ado-Ani (ara anomenada Idoani), Oba (ara conegut com a Oba Akoko), Ipeme, i una sèrie d'altres poblacions.
Els que van deixar Igbo-Owa a la seva recerca d'un lloc millor, van arribar a un lloc habitable, i la gent gran van sentir que era prou còmode perquè s'assentessin allà, ja que no eren prou forts com per participar en un llarg viatge, i ràpidament ho van anomenar Emure-Ile, el que significa que "les fulles de falguera han arribat a casa seva". Després d'establir-la gent gran a Emure-Ile, els més joves van establir un lloc anomenat Emure Ijaloke, que ara es coneix com a Emure-Ekiti.
Ijaloke va ser anteriorment anomenat Oke-Oko, un assentament agrícola per als residents Igbo-Owa i que va rebre el nom de "Ijaloke" a causa que, quan una gran baralla va esclatar entre les persones que explotaven com a pagesos l'assentament, i es va informar del fet a Igbo-Owa, la notícia fou donada com Ogun ja l'Oke Oko ("Que hi ha una guerra a Oke-Oko). Això va ser després empeltat en el nom de l'assentament (Oke-Oko) que després es va conèixer com a Ijaloke. Va ser vers el 1780 que la gent d'Igwo-Owa es va reubicar a Ijaloke, donant lloc a Emure Ijaloke. Van ser conduïts al nou lloc per Adumori Ogunragaboja, que es va convertir en el primer governant del regne d'Emure.

### Les guerres d'Ibadan (1874 - 1875) i laGuerra de Kiriji(Ekitiparapo contra Ibadan)
Després de la caiguda de l'Imperi Oyo, els regnes ekitis van esdevenir independents, però ambicionats per Ilorin primer i després per Ibadan. A finals del segle xix la vida dels Emures va estar marcada per les guerres. El 1874, Ogedengbe, el senyor de la Guerra del regne d'Ijesa va posar setge a Ise, que era llavors una ciutat tributària d'Ibadan. Ise llavors va cridar a Ibadan a la recerca d'ajuda, i Ibadan va enviar un exèrcit formidable per rescatar la població. Quan Ogedengbe va saber de l'avanç d'Ibadan, va abandonar el lloc i es va retirar a la seva fortalesa a Ita-Ogbolu al Districte d'Akure. Quan van arribar els ibadanis a Ise i va descobrir que Ogedengbe ja no era allà, van decidir no tornar a casa amb les mans buides, de manera que van dirigir la seva atenció sobre Emure. Un breu escaramussa es va produir, amb l'exèrcit d'Ibadan guanyant la partida. Els guerrers emures es van retirar, i molts dels ciutadans van ser fets presoners i portats a Ibadan. Elemure Oba Ogunsusi Ajirotutu Aroloye posteriorment va ser retornar al seu poble (els emures) al seu lloc d'origen.
Es va al·legar erròniament en alguns cercles que els emures no va enviar tropes al campament de l'Aliança Ekitiparapo durant la guerra de Kiriji quan es va formar l'aliança per protegir-se de l'atac dels ibadanis durant la guerra d'Ekitiparapo contras Ibadan coneguda com a Guerra de Kiriji (1877-1893). Aquesta al·legació va ser fortament rebutjada pels emures perquè alguns dels guerrers emures que havien pogut escapar quan Ibadan va atacar Emure el 1874 i els que rei Ogunsusi Ajirotutu va portar de retorn des de Ibadan, es van reagrupar i es van unir a l'aliança Ekitiparapo per prosseguir la guerra de Kiriji.

### Emure sota el domini britànic
En 1893, es va establir el protectorat britànic sobre Ibadan i part del país ioruba. En el mateix any, una patrulla al comandament del capità R. E. D. Campbell, de la policia de Lagos Policia va visitar Ekiti. El capità R. L. Bower va ser nomenat Comissionat Resident i va viatjar a l'interior de Iorubalàndia. El 1899 es va crear el Districte Nord-est i es va nomenar un Comissionat per Ijesa i Ekiti amb seu a Oke Imo a Ilesa (capital d'Ijesa). Ekiti va formar una divisió separada l'1 de gener de 1913 i es va convertir en part de la província de Ijebu-Oda. L'1 de juliol de 1915, la Divisió d'Ekiti es va transferir a la Província d'Ondo recentment formada amb seu a Akure. La moneda de coure com a mitjà de canvi es va introduir en 1917, substituint als cowries (les closques) utilitzades anteriorment; les monedes foren conegudes com a Ayelujara (que descriu el forat rodó en la moneda); l'ús de coure com a moneda de curs legal va fer el comerç més convenient; a diferència de les closques, les monedes eren lleugeres i fàcils de transportar a llargues distàncies; el 1919, bitllets de curs legal també es van posar en circulació.
Els pobles ekitis es van agrupar en districtes sota el control d'un Oba (rei) i el 1929 Emure va tenir el seu propi districte sota l'Elemure Oba Joseph Ogunloye Arosoye (Ajirotutu IV) havia estat capaç d'aconseguir una còpia de la Gaceta perduda que demostrava que Emure era un regne ekiti. Oba Ogunloye Arosoye (Ajirotutu IV) va ser la primera persona instruïda a esdevenir Elemure. Això va fer que el seu govern fos molt beneficiós per a les persones emures de diverses maneres.

## Regne
El regne està format per quatre àrees de govern local (LGA): Ikere, Ekiti South-West, Ise-Orun i Emure. Les ciutats del regne són: Ikere, Ogotun, Ise, Igbara-Odo, Ilawe, Emure, Orun i Eporo.
L'administració tradicional es construeix en forma d'una jerarquia. En el punt més alt de l'administració es troba l'Oba (rei), el governant de facto del domini. Tradicionalment l' Oba es descriu com Alase Ekeji Orisa (Segon comandant després de Déu). El poder absolut descansa en el rei. No obstant això, disposa com assessor d'un consell de caps coneguts com a Elumo, que és el consell més alt a la terra. També realitza la funció del poder judicial. La sentència és definitiva i no pot ser ni revisada ni apel·lada. El mateix Elemure presideix el Consell. El braç legislatiu del govern és proporcionat per un altre Consell de Caps coneguts com a Iwarafa Mefa. Els caps d'aquest consell són responsables de l'elaboració de lleis. El consell també està presidit per l'Oba. Els militars formen una faceta important de l'administració tradicional a Emure-Ekiti i es compon dels caps de guerra anomenats Elegbe o Ologun. Els seus uniformes i gorres van ser dissenyats de manera que infonguessin por i temor en la ment dels seus oponents. En el front espiritual hi ha els Aboré, sacerdots tradicionals; les seves tasques inclouen propiciar als déus i proporcionar cobertura espiritual per al poble del regne. Existeix una jerarquia en l'execució de diverses obres que s'han de dur a terme dins de la comunitat, al front de le qual estan els Abioro; es relacionen directament amb l' Oba, que els instrueix sobre els deures de qualsevol tipus que s'hagin de dur a terme dins del regne; els abioro al seu torn es relacionen amb l' Igbamo que realitzen físicament les funcions; al capdavant de l'Igbamo hi ha l'Olotu.
Emure es divideix en quatre parts:
- 1. Oke-Emure
- 2. Odo-Emure
- 3. Ogbontioro
- 4. Idamudu

El palau està situat dins de la ciutat, i és la seu de l'administració i del poder. Es troba en el punt on totes les quatre parts de la ciutat es troben, formant d'aquesta manera una espècie d'enllaç per a tots els barris.
La corona de l' Elemure es considera que es va portar d'Ile-Ife quan el fundador d'Emure, Príncep Obadudu, va marxar per formar el seu propi regne. Elemure va començar el seu regnat com a portador de bona fe d'una corona de comptes. Emure és un dels setze regnes tradicionals Ekiti. Des de 1780, quan els emures van venir de Igbo Owa Unit al lloc present anomenat Emure Ijaloke, ara conegut com a Emure-Ekiti, diversos Obes (Reis) de la dinastia Adumori han governat en el regne:
- Oba Adumori Ogunragaboja 1780-1845
- Oba Akepeola Aminmin I 1846-1850
- Oba Ogunsusi Ajirotutu I Aroloye 1851-1901
- Oba Fagbegi Owoso (Ajirotutu II) 1902-1907
- Oba Ayubiowu Atobatele (Ajirotutu III) 1908-1924
- Oba Ogunloye Arosoye (Ajirotutu IV) 1924-1931
- Oba Ogunleye I Odundun (Ajirotutu V) 1931-1952
- Oba Adebayo Ajimudaoro Aminmin II 1953-1963
- Oba Alayeluwa Emmanuel Taiwo Ogunleye II Amugbayanwo 1965-1974
- Regència 1974-1982
- Oba Bamidele Oshin Omiyomade I 1983-2006
- Regencia 2006-2008
- Oba Emmanuel Adebowale Adebayo 2008-